# 帅家营站
帅家营站（蒙古语：ᠱᠤᠸᠠᠢ ᠣᠪᠣᠭᠲᠤ ᠠᠢᠯ）是呼和浩特地铁2号线的地铁车站，位于中华人民共和国内蒙古自治区呼和浩特市赛罕区昭乌达路街道乌海东街与呼伦贝尔南路交叉口地下，2020年10月1日開通运营。

## 车站结构
帅家营站位于乌海东街与呼伦贝尔南路交叉口，沿乌海东街呈东西向布置，长273.65米，为地下两层岛式车站。
| 地面              | 出入口 | A-D出入口 |
| 地下一层          | 站厅   | 客服中心、自动售票机、验票机                                                                                      |
| 地下二层          | 站台层 | \| \| \| █ 2号线往塔利东路（内大南校区） \| \| 島式 · 開左邊车门 \| \| \| \| \| \| █ 2号线往阿尔山路（喇嘛营） \| |
|                   |        | █ 2号线往塔利东路（内大南校区）                                                                                   |
| 島式 · 開左邊车门 |        | |
|                   |        | █ 2号线往阿尔山路（喇嘛营）                                                                                       |

## 车站出口
帅家营站共设4个出口，各出口及周围设施如下所示：
| 出口编号            | 照片 | 地点             | 可到达目的地                                   |
| ------------------- | ---- | ---------------- | ---------------------------------------------- |
| A · 出口            |      | 乌海东街（北侧） | 金地江山风华、呼和浩特市第三十九中学(金地校区) |
| B · 出口            |      | 乌海东街（南侧） |                                                |
| C · 出口            |      | 乌海东街（南侧） |                                                |
| D · 出口 · （设有） |      | 乌海东街（北侧） |                                                |
| 图例： 设有         |      |                  |                                                |

## 接驳交通

### 公交车
- 金地江山风华：70路、76路

## 历史
- 2018年4月26日，车站主体结构封顶[4]。
- 2020年10月1日，本站随2号线通车一同开通[1]。